# Vizcondado de Torres Cabrera
El Vizcondado de Torres Cabrera fue un título nobiliario español creado por el rey Felipe IV en 1631 a favor de Alonso Fernández de Cabrera, XII señor de Torres Cabrera. Su nombre se refiere a la localidad de Torres Cabrera, situada en el municipio andaluz de Córdoba, en la provincia homónima. En 1658 el rey Felipe IV lo elevó a Condado de Torres Cabrera a favor de Juan Fernández de Córdoba y Cabrera, III vizconde de Torres Cabrera.

## Señores de Torres Cabrera
- Arias de Cabrera, I señor de Torres Cabrera;
- Pedro Ponce de Cabrera, II señor de Torres Cabrera;
- Arias de Cabrera, III señor de Torres Cabrera;
- Pedro de Cabrera, IV señor de Torres Cabrera;
- Arias de Cabrera, V señor de Torres Cabrera;
- Fernando Díaz de Cabrera y Enríquez, VI señor de Torres Cabrera;
- Gómez de Cabrera y Venegas, VII señor de Torres Cabrera;
- Fernando Díaz de Cabrera y Aguayo, VIII señor de Torres Cabrera;
- Francisco de Cabrera y Sotomayor, IX señor de Torres Cabrera;
- Juan Díaz de Cabrera, X señor de Torres Cabrera
- Baltasar Díaz de Cabrera, XI señor de Torres Cabrera
- Juan Díaz de Cabrera, XII señor de Torres Cabrera
- Antonio Díaz de Cabrera, XIII señor de Torres Cabrera

## Vizcondes de Torres Cabrera
- Alonso Fernández de Cabrera, I vizconde de Torres Cabrera;
- Juana Fernández de Cabrera y Figueroa, II vizcondesa de Torres Cabrera;
- Juan Fernández de Córdoba y Cabrera, III vizconde de Torres Cabrera.